# 茲布里日 (切梅里夫齊區)
48°54′50″N 26°11′56″E / 48.91389°N 26.19889°E
茲布里日（烏克蘭語：Збриж），是烏克蘭西部的村莊，隸屬赫梅利尼茨基州的卡緬涅茨-波多利斯基區。該村始建於1494年，海拔高度252米，2017年該村落人口259。